# صددام
صددام فیلم ایرانی به کارگردانی پدرام پورامیری، تهیه‌کنندگی مجتبی رشوند و نویسندگی پدرام پورامیری و رضا فخار محصول سال ۱۴۰۳ است. گروه بازیگران آن شامل رضا عطاران، پریناز ایزدیار، آزاده صمدی، عباس جمشیدی‌فر، امیراحمد قزوینی و سیاوش چراغی‌پور می‌شود. این فیلم نخستین‌بار در بهمن ۱۴۰۳ در بخش سودای سیمرغ چهل و سومین دوره جشنواره فیلم فجر به نمایش درآمد و توانست در سه رشته نامزد دریافت سیمرغ بلورین شود.

## داستان
فیلم صددام دربارهٔ مردی است که به دلیل شباهت با «صدام حسین» تبدیل به یکی از بدل‌های صدام می‌شود و قرار است در تهران عملیاتی را اجرا کند.

## بازیگران
| بازیگر          | نقش                   |
| --------------- | --------------------- |
| رضا عطاران      | صلاح شریف (صدام بَدَلی) |
| پریناز ایزدیار  | ثریا سرور             |
| آزاده صمدی      | حلیمه رسن             |
| عباس جمشیدی‌فر   | خشایار متعجب          |
| امیراحمد قزوینی | امیر                  |
| سیاوش چراغی‌پور  | مشاور صدام            |

## بازخورد

### نظرات منتقدان
«نسیم قاضی‌زاده» آهنگسازی و موسیقی فیلم را که بر عهده «سروش انتظامی» بود تحسین و آن را یک پله بالاتر از سطح سینمای کمدی ایران دانست.
«محمد تقی‌زاده» صددام را یک سروگردن بالاتر از کمدی‌های اخیر سینمای‌ایران دانست و بازی بازیگران را برگ برنده فیلم عنوان کرد، همچنین اولین تجربه پریناز ایزدیار در کمدی را تحسین کرد.
«احسان طهماسبی» عنوان کرد: «صددام برخلاف اکثر کمدی‌ها، دارای فیلم‌نامه منسجم می‌باشد و فیلم بر طنازی‌های رضا عطاران استوار است».
«مازیار معاونی» بازی ایزدیار را متفاوت و بازی عطاران را تکراری اما طناز و دوست‌داشتنی عنوان کرد و در مقابل از پایان‌بندی فیلم انتقاد کرد.
«احسان ناظم‌بکایی» سوژه فیلم را بکر و تازه عنوان کرد و موسیقی متن فیلم را تحسین کرد.

### فروش
«صددام» صدرنشین فروش بلیت‌های چهل و سومین جشنواره فیلم فجر شد و بلیت‌های آن در ساعات اولیه فروش، تا پایان جشنواره فیلم فجر تمام شد.

## جوایز و نامزدی‌ها
| سال  | جشنواره                           | قسمت               | نامزد         | نتیجه    | منبع  |
| ---- | --------------------------------- | ------------------ | ------------- | -------- | ----- |
| ۱۴۰۳ | چهل و سومین دوره جشنواره فیلم فجر | بهترین نقش اول مرد | رضا عطاران    | نامزدشده | [ ۵ ] |
| ۱۴۰۳ | چهل و سومین دوره جشنواره فیلم فجر | بهترین چهره‌پردازی  | عباس عباسی    | نامزدشده | [ ۵ ] |
| ۱۴۰۳ | چهل و سومین دوره جشنواره فیلم فجر | بهترین طراحی صحنه  | محمدحسین کرمی | نامزدشده | [ ۵ ] |